# Гальперин, Аркадий Борисович
Аркадий Борисович Гальперин (род. 21 мая 1992, Москва) — российский и израильский футболист, полузащитник клуба «Шевардени-1906».

## Биография
Родился 21 июля 1995 в Москве. Профессиональную карьеру начал в молдавском клубе «Академия УТМ». Дебютировал в чемпионате Молдавии 8 ноября 2013 года в матче против «Вериса» (0:3). С 1 января 2017 года стал игроком азербайджанского АЗАЛа, в составе которого провёл 12 матчей. По итогам сезона команда заняла последнее место в чемпионате.